# خورخي جريفا
خورخي برناردو جريفا مونفيروني (من مواليد 7 مايو 1935 ) هو لاعب كرة قدم أرجنتيني متقاعد. لعب معظم مسيرته في إسبانيا، ولعب في الغالب مع أتلتيكو مدريد، ولكن بعد تقاعده، قرر العودة إلى موطنه في نيويلز أولد بويز وبدأ في تدريب فرق الشباب.

## إنجازاته
أتلتيكو مدريد 
- كأس ديل جنرال : 1959-60 ، 1960-61 ، 1964-65
- كأس الكؤوس : 1961-1962
- الدوري الإسباني : 1965-1966

الأرجنتين
- بطولة أمريكا الجنوبية : 1959